# バサ文字
バサ文字（バサもじ、Bassa Vah）は、リベリアのバサ語の表記のためにリベリア人トーマス・ナーヴェン・ルイスによって20世紀はじめに考案された文字。現在では使われていない。
リベリアの言語を表記するために考案された文字としては19世紀に考案された音節文字であるヴァイ文字がよく知られるが、バサ文字はヴァイ文字と異なって30文字からなるアルファベットである。左から右へ表記する。

## 概要
バサ語は大西洋・コンゴ諸語のうちクルー諸語に属する言語のひとつで、リベリアとシエラレオネの一部で話されている。
19世紀にバプテスト教会の宣教師ウィリアム・クロッカーは、はじめバサ語のための音節文字を考案したが、後に放棄し、ラテン文字を使って聖書の一部をバサ語に翻訳した。
バサ文字の考案者であるトーマス・ナーヴェン・ルイス（1870ごろ - 1935）については不明な点が多い。1892年からアメリカ合衆国に滞在し、1903年から1906年までシラキュース大学医学部で学んだ後に帰国したことはわかっている。ルイス自身による考案ではなく、ルイスがブラジルと西インド諸島を旅行したときに、そこに連れてこられたバサ人の子孫からこの文字を学んだという説があるが、この説を実証することはできない。遅くとも1930年代にはこの文字を使ってさまざまな文書が書かれていた。

## 構成
バサ文字は子音字23、母音字7からなるアルファベットである。声調を表す記号が5種類あり、母音字には常に声調記号が加えられる。子音字は n k s f mb ñ g d kp j xw w z gb nɗ c hw t b v h p l の順、母音字は a ɔ o u e ɛ i の順に並ぶ。
|  |

## Unicode
2014年のUnicodeバージョン7.0で、追加多言語面のU+16AD0-16AFFに追加された。
| Bassa Vah |   |   |   |   |   |   |   |   |   |   |   |   |   |   |   |   |
|           | 0 | 1 | 2 | 3 | 4 | 5 | 6 | 7 | 8 | 9 | A | B | C | D | E | F |
| U+16ADx   | 𖫐 | 𖫑 | 𖫒 | 𖫓 | 𖫔 | 𖫕 | 𖫖 | 𖫗 | 𖫘 | 𖫙 | 𖫚 | 𖫛 | 𖫜 | 𖫝 | 𖫞 | 𖫟 |
| U+16AEx   | 𖫠 | 𖫡 | 𖫢 | 𖫣 | 𖫤 | 𖫥 | 𖫦 | 𖫧 | 𖫨 | 𖫩 | 𖫪 | 𖫫 | 𖫬 | 𖫭 |   |   |
| U+16AFx   | 𖫰  | 𖫱  | 𖫲  | 𖫳  | 𖫴  | 𖫵 |   |   |   |   |   |   |   |   |   |   |